# DDX56
DDX56‏ (DEAD-box helicase 56) هوَ بروتين يُشَفر بواسطة جين DDX56 في الإنسان.